# Юринов, Дмитрий Михайлович
Дмитрий Михайлович Юринов — советский хозяйственный, государственный и политический деятель.

## Биография
Родился в 1904 году в Санкт-Петербурге. Член КПСС.
С 1928 года — на хозяйственной, общественной и политической работе. В 1928—1982 гг. — младший техник, прораб, заместитель начальника работ строительства Нижне-Свирской ГЭС, начальник производственно-распорядительного отдела, начальник Главгидроэнергостроя Наркомата тяжелой промышленности СССР, начальник строительства Горьковской ГЭС, советник по гидротехническому строительству в Министерстве водного хозяйства и энергетики КНР, заместитель начальника и главный инженер Главэнергопроекта Министерства электростанций СССР, начальник института «Гидропроект» им. С. Я. Жука.
Делегат XIX и XX съездов КПСС.
Умер в Москве в 1982 году.